# مسرح السفارة (لندن)
مسرح السفارة هو مسرح يقع في 64، جادة أيتون في حي سويس كوتاج، في لندن. يتسع ل 230 شخصًا وأفتتح عام 1890.